# Джеймс Вулсі
Роберт Джеймс Вулсі-молодший (англ. Robert James Woolsey, Jr.; нар. 21 вересня 1941, Талса, Оклахома) — американський фахівець з національної безпеки та енергетики, колишній директор ЦРУ з 5 лютого 1993 по 10 січня 1995.

## Життєпис
Навчався у Стенфордському (бакалавр, 1963) та Оксфордському (магістр, 1965) університетах, Школі права Єльського університету (бакалавр права, 1968).
З 1968 по 1970 Вулсі служив в армії США і отримав звання капітана. У той же період він працював аналітиком у Міністерстві оборони США. Він також з 1969 по 1970 був консультантом американської делегації на переговорах з питань ОСО-I у Гельсінкі та Відні.
Вулсі з 1970 по 1973 працював юридичним радником Комітету з питань збройних сил Сенату США. Потім він до 1977 був адвокатом у юридичній фірмі Shea Gardner, у період 1979 по 1989 і з 1991 по 1993 — її партнер. Під час президентства Джиммі Картера він між 1977 і 1979 був заступником міністра військово-морських сил.
З 1983 по 1986 рік Вулсі входив до американської переговорної делегації з Радянським Союзом. Крім того, президент Рональд Рейган з 1983 по 1989 призначав його до декількох комітетів з оборонної політики. Нарешті, він допомагав з 1989 по 1991 прийняти Договір про звичайні збройні сили в Європі.